# Under the Dog
『Under the Dog』（アンダー・ザ・ドッグ）はCreative Intelligence Artsによるアニメ作品。クラウドファンディングサイト、Kickstarterでアニメ作品としては歴代最高額の出資を集めて製作が決まった。
2014年のOTAKON 2014で制作が発表され、8月9日から30日間でKickstarterにて1万2,157人から目標を遥かに上回るアニメ作品としては史上最高の87万8,028ドルを集めた。
2015年1月23日、当プロジェクトの運営及び制作をキネマシトラスに委任されることが発表された
。
完成した作品はKickstarterで寄付を行った支援者に送られる。2015年12月に完成。その後、第2弾のクラウドファンディング実施（目標金額5万ドル）が2017年10月20日に発表された。
2018年6月に、短編コメディ「アンシアちゃん」と、主人公のモノローグ「OVERTURE to UNDER THE DOG」を加え、『UNDER THE DOG Jumbled』という題名で日本(新宿・梅田・名古屋)にて劇場公開された。当初は2週間限定での公開予定だったが、好評につき延長となった。

## ストーリー
2020年に開催を予定されていた東京オリンピック。
しかし、突如として起きた大規模テロにより世紀の祭りは中止を余儀なくされ、メイン会場として賑わう筈だった湾岸エリアは、治外法権がまかり通る国連管轄の特殊な地域へと変貌してしまう。
そして2025年。
江ノ島のとある公立高校に『冬月ハナ』が転入する。
一見普通の女子高生の彼女は、実は国連から派遣された特殊部隊の一員であり、今回のターゲットであるクラスメイト『七瀬俊一』への、ある任務遂行の為に動いていた。
一方、ハナと同じく俊一を訪ねて来校する一人の男がいた。その男を追うように動き出す在日米軍。
さらに、そこへ向かう少女がもう一人。
役者が揃うと上がる舞台の幕のように、物語が急速に動き始める。

## 登場人物

### メインキャラクター
- 冬月ハナ : 大久保瑠美 - 主人公。日本人の女子高校生で、フラワーズの一員
- アンシア・カレンバーグ :  瀬戸麻沙美 - 北欧系の17歳の少女で、フラワーズの一員。潜入暗殺を得意とする

### その他の人物
- 七瀬俊一 : 内山昂輝 - ごく普通の男子高校生で、ハナのクラスメイト
- さゆり : 高橋春香 - 女子高校生で、フラワーズの一員。諜報活動を得意とする
- エステラ : 大空直美 - ヒスパニック系アメリカ人の17歳の少女で、フラワーズの一員。狙撃を得意とする
- 天方順一 : 土田大 - アンシア、エステラらが所属するインターナショナルスクールの教員。実際は国連軍の大佐でフラワーズ直属の指揮官。32歳の元NATO軍人

## スタッフ
- 原作 - イシイジロウ
- 監督 - 安藤真裕
- 構成・脚色 - 小柳啓伍
- 脚本 - イシイジロウ、北島行徳、小柳啓伍
- キャラクター原案 - コザキユースケ
- キャラクターデザイン・作画監督 - 佐藤雅弘
- メインアニメーター - 伊藤秀次、諏訪真弘
- メカニックデザイン - EM-DESIGN
- クリーチャーデザイン - 安藤賢司
- 美術デザイン - 渡部隆
- 美術監督 - 菱沼由典
- 音楽 - ケビン・ペンキン
- 音響監督 - 明田川仁
- 3DCGディレクター - 井野元英二
- 編集 - 高橋歩
- ゼネラルプロデューサー - 森本浩二
- プロデューサー - 片岡義朗、Edmond Courtroul、小笠原宗紀
- アニメーション制作 - キネマシトラス х オレンジ